# Circunscripciones eclesiásticas católicas de Bolivia
La Iglesia católica de Bolivia está representada por la Conferencia Episcopal Boliviana que organiza el territorio del país en diócesis y arquidiócesis.

Mapa de diócesis y archidiócesis de Bolivia

## Historia
En 1536, habiendo sido el Imperio incaico recientemente conquistado por los españoles, se crea la diócesis de Cuzco, separándola de la peninsular diócesis de Sevilla. Pese a que la sede de esta diócesis se encontraba en el actual Perú, el territorio de la actual Bolivia también dependía de ella.
En 1552 se disgrega de Cuzco la diócesis de La Plata, abarcando ésta el norte del actual Chile, el interior de Argentina, toda Bolivia salvo el extremo norte y la zona oeste de Paraguay.
En 1605 se crean las diócesis de La Paz y Santa Cruz de la Sierra y cuatro años más tarde la diócesis de La Plata alcanza el rango de archidiócesis. Ésta será la situación hasta que en 1847 se cree la diócesis de Cochabamba.
En el siglo XX se crean la diócesis de El Beni (1917) y el vicariato apostólico de Chaco. En 1924 se lleva a cabo una reforma por la que se cambia el nombre de La Plata y se asciende a arquidiócesis de Sucre y se crean las diócesis de Oruro, Potosí y Tarija.
En 1930 se crea el vicariato de Chiquitos, en 1942 los de Pando y Reyes, en 1943 la diócesis de La Paz y en 1949 el prelatura de Corocoro. Dos años después la diócesis de Chaco se renombra por diócesis de Cuevo y se crea la diócesis de Ñuflo de Chávez.
En 1958 se crea el prelado de Coroico y tres años después el de Aiquile. Ese mismo año se crea el ordinariato militar de Bolivia.
En 1975 las diócesis de Cochabamba y Santa Cruz de la Sierra reciben el rango de archidiócesis. En 1983 Coroico recibe el rango de diócesis. En 1994 se renombra la diócesis de Chiquitos por San Ignacio de Velasco y se crea la diócesis de El Alto.

## Diócesis actuales
| Provincia eclesiástica               | Diócesis                                 | Sede                    | Sitio web | Obispo                                  | Notas              |
| ------------------------------------ | ---------------------------------------- | ----------------------- | --------- | --------------------------------------- | ------------------ |
| Provincia de Cochabamba              | Arquidiócesis de Cochabamba              | Cochabamba              |           | Oscar Omar Aparicio Céspedes            | sede metropolitana |
| Provincia de Cochabamba              | Prelatura de Aiquile                     | Aiquile                 |           | Jorge Herbas Balderrama, O.F.M.         |                    |
| Provincia de Cochabamba              | Diócesis de Oruro                        | Oruro                   |           | Krzysztof Bialasik, S.V.D.              |                    |
| Provincia de La Paz                  | Arquidiócesis de La Paz                  | La Paz                  |           | Percy Lorenzo Galván Flores             | sede metropolitana |
| Provincia de La Paz                  | Diócesis de Coroico                      | Coroico                 |           | Juan Carlos Huaygua Oropeza, O.P.       |                    |
| Provincia de La Paz                  | Diócesis de El Alto                      | El Alto                 |           | Giovani Edgar Arana                     |                    |
| Provincia de La Paz                  | Prelatura de Corocoro                    | Corocoro                |           | Pascual Limachi Ortíz                   |                    |
| Provincia de Santa Cruz de la Sierra | Arquidiócesis de Santa Cruz de la Sierra | Santa Cruz de la Sierra |           | René Leigue Cesari                      | sede metropolitana |
| Provincia de Santa Cruz de la Sierra | Diócesis de San Ignacio de Velasco       | San Ignacio de Velasco  |           | Robert Herman Flock                     |                    |
| Provincia de Santa Cruz de la Sierra | Vicariato apostólico de Camiri           | Camiri                  |           | Jesús Galeote Tormo, O.F.M.             |                    |
| Provincia de Sucre                   | Arquidiócesis de Sucre                   | Sucre                   |           | Ricardo Ernesto Centellas Guzmán        | sede metropolitana |
| Provincia de Sucre                   | Diócesis de Potosí                       | Potosí                  |           | Nicolás Renán Aguilera Arroyo           |                    |
| Provincia de Sucre                   | Diócesis de Tarija                       | Tarija                  |           | Jorge Ángel Saldías Pedraza O.P.        |                    |
| Otras circunscripciones              | Vicariato apostólico de El Beni          | Trinidad                |           | Aurelio Pesoa Ribera, O.F.M.            |                    |
| Otras circunscripciones              | Vicariato apostólico de Ñuflo de Chávez  | Concepción              |           | Bonifacio Antonio Reimann Panic, O.F.M. |                    |
| Otras circunscripciones              | Vicariato apostólico de Pando            | Riberalta               |           | Eugenio Coter                           |                    |
| Otras circunscripciones              | Vicariato apostólico de Reyes            | Reyes                   |           | Sede vacante                            |                    |
| Otras circunscripciones              | Obispado castrense en Bolivia            | La Paz                  |           | Sede vacante                            |                    |